# Euro neuro
Euro neuro (wym. ˈeʊro ˈneʊro) – utwór czarnogórskiego piosenkarza Rambo Amadeusa napisany przez niego samego w 2012 roku.
W grudniu 2011 roku utwór został wybrany wewnętrznie na propozycję reprezentującą Czarnogórę w 56. Konkursie Piosenki Eurowizji organizowanym w Baku w 2012 roku. 22 maja został zaprezentowany przez piosenkarza jako pierwszy w kolejności w pierwszym półfinale widowiska i zajął w nim ostatecznie piętnaste miejsce z 20 punktami na koncie (z maksymalną notą 12 punktów od Albanii i ośmioma punktami z San Marino), przez co nie awansował do finału.